# Fionn O'Shea
Fionn O'Shea, född 2 januari 1997 i Dublin, är en irländsk skådespelare. Han är känd för sina roller i Channel 4 sitcom Hang Ups (2018) och BBC Three & Hulu-miniserien Normala människor (2020).

## Biografi
O'Shea är född och uppvuxen i Dublin. Han gick på Gonzaga College i Ranelagh, Dublin, och fortsatte att träna på Visions Drama School.

## Filmografi i urval

### Filmer
| År   | Titel                         | Roll            | Noter     |
| ---- | ----------------------------- | --------------- | --------- |
| 2007 | New Boy                       | Seth Quinn      | Kort film |
| 2008 | Hoor                          |                 | Kort film |
| 2009 | The Mill                      | Conor           | Kort film |
| 2009 | A Shine of Rainbows           | Orphan Boy #1   |           |
| 2009 | Free Chips Forever!           | Tom             | Kort film |
| 2010 | The Santa Incident            | Hamley          | TV-film   |
| 2013 | Jack Taylor: Priest           | Peter Gannon    | TV-film   |
| 2016 | The Siege of Jadotville       | William Reidy   |           |
| 2016 | Handsome Devil                | Ned Roche       |           |
| 2018 | Earthy Encounters             | Kyle            | Kort film |
| 2019 | De andras hus (The Aftermath) | Barker          |           |
| 2020 | Dating Amber                  | Eddie           |           |
| 2021 | Cherry                        | Arnold          |           |
| 2021 | Wolf                          | German Shepherd |           |

### TV-serier
| År        | Titel                                                   | Roll              | Noter                          |
| --------- | ------------------------------------------------------- | ----------------- | ------------------------------ |
| 2009–2012 | Roy                                                     | Jack              | 24 avsnitt                     |
| 2010      | Jack Taylor                                             | Peter Gannon      | Avsnitt: The Priest            |
| 2014      | The Centre                                              | Corky Kavanagh    | 1 avsnitt                      |
| 2018      | Innocent                                                | Jack              | 4 avsnitt                      |
| 2018      | Hang Ups                                                | Ricky Pitt        | 6 avsnitt                      |
| 2020      | Brevet till kungen (TV-serie) (The Letter for the King) | Tristan           | Avsnitt: "Storm Clouds Gather" |
| 2020      | Normala människor (Normal People)                       | Jamie             | Återkommande roll; 5 avsnitt   |
| TBA       | Masters of the Air                                      | Sgt. Steve Bosser | Apple TV+ Mini serier          |